# It Could Happen to You (1994)
It Could Happen to You is een Amerikaanse romantische komedie uit 1994 onder regie van van Andrew Bergman.

## Verhaal
Politieagent Charlie Lang (Nicolas Cage) leidt een rustig leventje met zijn vrouw Muriel (Rosie Perez), die dit maar saai vindt. In een snackbar vindt Lang het lottobiljet van zijn vrouw in zijn jaszak. Omdat hij geen geld bij zich heeft, belooft hij serveerster Yvonne Biasi (Bridget Fonda) in plaats van te betalen de helft van het geld als er een prijs valt op het lot. Het biljet blijkt vier miljoen dollar waard te zijn en Lang is voornemens zijn belofte na te komen.

## Rolverdeling
| Acteur          | Personage      |
| --------------- | -------------- |
| Nicolas Cage    | Charlie Lang   |
| Bridget Fonda   | Yvonne Biasi   |
| Rosie Perez     | Muriel Lang    |
| Wendell Pierce  | Bo Williams    |
| Isaac Hayes     | Angel Dupree   |
| Víctor Rojas    | Jesu           |
| Seymour Cassel  | Jack Gross     |
| Stanley Tucci   | Eddie Biasi    |
| J.E. Freeman    | Sal Bontempo   |
| Red Buttons     | Walter Zakuto  |
| Richard Jenkins | C. Vernon Hale |
| Robert Dorfman  | Walter         |
| Charles Busch   | Timothy        |
| Beatrice Winde  | Rechter        |
| Ginny Yang      | Mevr. Sun      |
| Rene Rivera     | Julio          |
| Angel David     | Esteban        |
| Vincent Pastore | Bowler         |
| Emily Deschanel | Bont-activiste |

## Trivia
- Peter Jacobson verschijnt in de film als niet bij naam genoemde televisieverslaggever en maakte daarmee zijn filmdebuut.